# Pueblo oromo

Ubicación de la Región Oromia.

Los oromo (en idioma oromo: Oromoo, ‘la Poderosa’; en amárico: ኦሮሞ, AFI: /ˈɒrəmoʊ/) son un grupo étnico que se encuentra en el centro-sur de Etiopía, norte de Kenia, y partes de Somalia. 
Con treinta millones de miembros, constituye hoy el mayor origen étnico en Etiopía y aproximadamente el 34,49% de la población según el censo de 2007. Su lengua materna es el idioma oromo (también llamado afaan Oromoo, oromiffa, y gala) que es el idioma más hablado de la rama de las lenguas cushitas dentro de la familia de las lenguas afroasiáticas.
Los oromo hasta casi fines del pasado siglo XX eran más conocidos como gallas o (pronunciado gal'las), tratándose de una población nómada que había invadido el sur de Etiopía y abrazado el islam.

## Orígenes
Los oromo son el grupo más grande de habla cushitica que viven en el noreste y el este de África. La información disponible sugiere que han existido como una comunidad en el Cuerno de África durante varios milenios (Prouty et al., 1981). Bates (1979) sostiene que los oromo "eran una raza muy antigua, la población indígena, tal vez, en la que la mayoría de los pueblos de esta parte de África oriental se han injertado". 
Si bien se necesitan más investigaciones para comprender con precisión a sus orígenes, los oromo se cree que originalmente se adhirieron a un estilo de vida pastoril/nómada y/o semi-agricultor. Muchos historiadores coinciden en que algunos clanes oromo (Bale) han vivido en el extremo sur de la actual Etiopía hace más de un milenio. Ellos sugieren que una gran migración de oromo trajo a la mayoría de los oromos de hoy en día al centro y el oeste de Etiopía en los siglos XVI y XVII. Los mapas históricos de los antiguos Reino de Aksum (abisinio) y Sultanato de Adal somalíes  indican que las personas Oromo son recién llegados en su mayoría, hoy en día, al centro de Etiopía. 

### Reino de Jimma
Históricamente, las personas que hablan afaan Oromo utilizaba el sistema de gobernanza de Gadaa. Muchas comunidades oromo, sobre todo los reinos Gibe, en torno a Jimma - monarquía adoptó gradualmente otras formas de gobierno en los últimos siglos del segundo milenio. Estos cambios se produjeron debido a la creciente influencia del Islam desde el este y el cristianismo ortodoxo desde el norte, así como las luchas de poder entre las comunidades opuestas de Oromo. 
Históricamente, tanto la competencia pacífica y violenta y la integración entre oromos y otras etnias vecinas como la de amhara, sidama y la de los somalís  tuvo un impacto en la política dentro de la comunidad oromo. La expansión hacia el norte de los oromos, como el Yejju y, en particular los arsi, a minorías étnicas y de los territorios somalíes Sidama refleja la expansión sur de amharas, y ayudó a influir en la política contemporánea étnicos en Etiopía. [11] Además, la gran expansión somalí en el desierto del Ogaden  las llanuras al oeste hacia el río Juba llevado a conflictos con los Oromo.
Históricamente, en ocasiones, oromos y somalíes entraban en competencia por tierras buenas y recursos hídricos. Además, este oromos que se convirtieron al islam gobernó sobre la mayoría de Etiopía, junto con afar y los somalíes cuando la bocina de los musulmanes africanos que se unieron y dirigido por el Imam Ahmad ibn Ibrihim al-Ghazi conquistado la mayoría de los cristianos tierras altas de Etiopía.
Historiador Pankhurst dijo que antes de la llegada de las potencias europeas y la creación de central Etiopía, la zona actualmente conocida como Etiopía, Eritrea y Somalia: 

Constituida una galaxia de los Estados y organizaciones políticas, cada uno se mueve en su órbita, sino que afecta significativamente, y están afectadas por las demás entidades de la constelación. Cada gobernante mantuvo un ojo vigilante sobre sus vecinos, pero a menudo se intercambian regalos y cortesías con ellos a menos que realmente en guerra. Matrimonios dinásticos se hicieron siempre que sea posible, aunque éstas sólo ocasionalmente cruzaba las barreras de la religión. Comercio, por el contrario, hace poca distinción entre la fe y las rutas comerciales vinculadas tradicionalistas, las localidades cristianas y musulmanas. Las comunidades étnicas y lingüísticas se mantuvo en gran medida distintos, pero había mucho intercambio de ideas de las culturas. Esto era cierto no sólo fuera de las tierras altas de Etiopía y las costas del mar Rojo, pero también más al sur a lo largo de la frontera entre Somalia y Oromo, donde los viajeros de finales del siglo XIX, informó de la existencia de las comunidades bilingües de comercio.

Oromo gobernante Iyasu V (Lij Iyasu), emperador de Etiopía 1913-16. 
En las primeras décadas del siglo XIX, tres monarquías oromo, los Enarya, Goma y Guma, saltó a la fama. [12] En la vista general del papel de Oromo en Etiopía, Ras Gobana Dacche es una famosa figura de Oromo, que dirigió el desarrollo de la actual Etiopía y la incorporación política y miliatary de más territorios en la frontera con Etiopía. [13] [14] Gobana bajo la autoridad de Menelik II incorpora varios territorios Oromo en un estado de Etiopía centralizada. Algunos contemporáneos etno-nacionalistas grupos políticos oromos se refieren a Gobana en una luz negativa. Aunque, antes de la integración militar, por día de presencia Etiopía, Eritrea, y algunas partes de Somalia fueron previamente y ampliamente vinculada comercialmente por las rutas comerciales locales, de larga distancia-y trans-fronteriza. Estas rutas comerciales conectadas Bonga, Jimma, SEQA, Assandabo, Gojjam, Begemder, Maramma, Massawa, Soddo, Shewa, Harar, Zeila y Berbera. [12] Algunos autores creen que el Oromo Oromo Ras Gobena y el II de Amhara Menelik fueron los primeros dos personas en Etiopía con el concepto de fronteras nacionales que llevó a varios diferentes comunidades etno-lingüísticas en virtud de una regla de política y militarmente centralizado.
"Las dos figuras históricas más importantes que significan la introducción de los conceptos de frontera y la soberanía nacional en Etiopía son el Emperador Menelik II y Gobana Ras Dachi, que utilizó armas de fuego fabricadas en Europa para traer una gran franja de Biyas (regiones o naciones) en virtud de un gobierno centralizado." 
Etíopes étnicamente mezclada con el fondo de Oromo compuesto por un pequeño porcentaje de los generales de etíopes y los líderes. [16] El Oromo Wollo (en particular la Raya y Oromo Oromo Yejju) fueron los primeros titulares de Oromo de poder entre el estado etíope cada vez más mezclada. Más tarde el movimiento de norte a sur, del poder central en Etiopía llevó a oromos en Shewa detentan el poder en Etiopía, junto con el Shewan Amhara.
"En términos de descenso, el grupo que se hizo políticamente dominante en Shewa - y, posteriormente, en Etiopía - era una mezcla de Amhara y Oromia, en términos de idioma, la religión y las prácticas culturales, es de Amhara".
Sin embargo, en muchos casos de Oromo se convirtió en parte de la nobleza etíope, sin perder su identidad. [19] Ambos oromos de diversidad étnica y aquellos con plena ascendencia Oromo ocupado cargos de alta dirección en Etiopía. Cabe destacar que Iyasu V fue el emperador sin corona, pero designado de Etiopía (1913-1916), mientras que Haile Selassie I fue coronado y el reconocimiento general del emperador de Etiopía de 1930 a 1974. Los dos emperadores etíopes estos son étnicamente mixtos, con los padres de Oromo y linajes. Haile Selassie madre era de ascendencia paterna y materna de los Oromo Gurage patrimonio, mientras que su padre fue paternalmente maternal Oromo y Amhara. Él por consiguiente, habría sido considerado Oromo en una sociedad patrilineal, y habría sido visto como Gurage en una línea materna. Sin embargo, en su mayor parte, Haile Selassie fue considerado como Amhara. Linaje real de su abuela paterna, a través del cual él fue capaz de ascender al trono imperial.
Durante el Zemene Mesafint o "Edad de los Príncipes" de Etiopía, los emperadores se convirtió en mascarones de proa, controlado por señores de la guerra como Ras Mikael Sehul de Tigray , y por el Oromo dinastía Yejju, que más tarde llevó al siglo XVII la regla de Oromo de Gondar, cambiar el idioma de la corte de amárico al afaan Oromo. En la década de 1880, Sahle Selassie, el rey de Shewa (más tarde el emperador Menelik II) se alió con Shewan Ras Gobena la milicia de Oromo para expandir su reino hacia el sur y el este, la expansión en las áreas que no se habían celebrado juntos desde la invasión de Ahmed Gragn. Otro famoso líder de Etiopía con el descenso de Oromo era Ras Makonnen Woldemikael Gudessa, el gobernador de Harar, que sirvió como general de alto rango en la Primera Guerra ítalo-etíope, jugando un papel clave en la batalla de Adwa. Él era el padre del emperador etíope Haile Selassie I.
En 1973, descontento con su posición de Oromo llevó a la formación del Frente de Liberación Oromo (OLF), que comenzó la agitación política en las áreas de Oromo. También en 1973 hubo una hambruna catastrófica en la que más de un cuarto de millón de personas murieron de hambre antes de que el gobierno reconoció el desastre y permitió que las medidas de socorro. La mayoría de los que murieron eran oromos de Wollo, Afar y Tigré. Hubo huelgas y manifestaciones en Addis Abeba en 1974, y en febrero de ese año, el gobierno de Haile Selassie fue sustituido por el Derg, una junta militar encabezada por Mengistu Hailemariam , pero el Consejo sigue siendo de Amhara, dominado, con sólo el 25 no Amhara los miembros de un total de 125. En 1975 el gobierno declaró todas las tierras rurales de propiedad estatal, y anunció el fin del sistema de arrendamiento. Sin embargo, gran parte del beneficio de esta reforma fue contrarrestado por la colectivización compulsiva, granjas estatales y obligó a los programas de reasentamiento. 
En diciembre de 2009, un informe de 96 páginas titulado Derechos humanos en Etiopía: A través de los ojos de la diáspora de Oromo, compilados por los Defensores de Derechos Humanos, documentó las violaciones de los derechos humanos de los Oromo en Etiopía bajo tres regímenes sucesivos: el Imperio de Abisinia en Haile Selassie, el Derg marxista y el gobierno etíope actual del Frente Revolucionario del Pueblo Etíope Democrático (EPRDF), dominada por miembros del Frente de Liberación Popular de Tigray para la Infancia (TPLF), y que fue acusado de haber arrestado a unos veinte mil presuntos miembros del Frente de Liberación Oromo, que han llevado a la mayoría liderazgo de OLF en el exilio, y han neutralizado el OLF como una fuerza política en Etiopía. 
De acuerdo con el ACNUDH, el Grupo de Apoyo de Oromia (OSG) registró 594 ejecuciones extrajudiciales de los oromos de Etiopía por las fuerzas de seguridad del gobierno y cuarenta y tres desapariciones en detención entre 2005 y agosto de 2008.

## Demografía
El pueblo Oromo son el mayor grupo étnico en Etiopía, que tiene un total de 74 grupos lingüísticos de diferentes etnias. Cerca del 95% se resuelven los agricultores y los pastores nómadas, la práctica de métodos arcaicos de cultivo y de vida a nivel de subsistencia. Unos pocos viven en los centros urbanos. 
Oromos de hoy se concentran principalmente en la de Oromia región en el centro de Etiopía, que es la región más grande en el país tanto en términos de población y tamaño. Los miembros del grupo también tienen una presencia notable en el norte de Kenia. 

### Los subgrupos
El Oromo se dividen en dos ramas principales que se descomponen en una variedad de familias del clan. De oeste a este. El  Borana Oromo, también llamado el Boran, es un pastor grupo que vive en el sur de Etiopía ( Oromia ) y el norte de Kenia . [27] [28] El Boran habitan en las antiguas provincias de Shewa , Welega , Illubabor , Kafa , Jimma , Sidamo , en el norte y el noreste de Kenia , y en Somalia . Bareentu / Bareento o (más) Bareentuma es una de las dos mitades del pueblo Oromo. El Oromo Barentu habitan en las partes orientales de la región de Oromia en Etiopía. Las Zonas de Mirab (oeste) Zona Hararghe y Misraq (Este) Zona Hararghe , Zona de Arsi , zona de Bale , Misraq (Este) Zona Shewa , Dire Dawa región, la zona de Jijiga de la región de Somalia, Zona Administrativa 3 de la región de Afar , Zona de Oromia de la región de Amhara , y también se encuentra en la Raya Azebo woreda en la región de Tigray .

### Subgrupos
Las listas integradas en esta sección pueden contener elementos que no son enciclopédicos . Por favor, ayudar mediante la eliminación de dichos elementos y la incorporación de elementos adecuados en el cuerpo principal del artículo. (marzo de 2011) 
El Oromo se dividen en dos ramas principales que se descomponen en una variedad de familias del clan. De oeste a este y de norte a sur, estos subgrupos son los que figuran: 
El Borana que incluyen: 
Samaalo Walaabuu Rayyaa Karrayyuu , que viven a lo largo del valle del Awash en el este de Shawa, así como Hararge Occidental 
Walloo 
Macca Oromo , viviendo entre Didessa río y el río Omo , y al sur en la región de Gibe Sirba
Libaan
Jaawwii
Daal'ee
Jiddaa
Tulama Oromo , que viven en la región de Oromia en torno a Addis Abeba Daaccii Oboo Diigaluu
Eekka
Guulaalee
Gumbichuu
Konnoo
Yaayee

Galaan Aabuu
Adaa
Gaduulaa
Jaarsoo
Jiddaa
Libaan

Soddo Libaan
Odituu
Tummee

Bachoo Garasuu
Illu
Meexaa
Uruu
Waajituu

Jiillee

Ormaa Dayyaa
Komboo El Oromo Guji , que habita en la parte sur de Oromia, la vecina del Guttuu Borana y el pueblo Sidama. Hokkuu
Maaxii
Uragaa

El Oromo Borana , también conocido como Boraan Guttuu, que viven en la zona de Borena , que incluye Moyale . También viven en Kenia y partes de Somalia.
El Oromo Gabra , que viven en el norte de Kenia, a lo largo de la región fronteriza Moyale
Las personas que orma , que viven en el sur de Somalia y el noreste de Kenia

Y un sinnúmero de subdivisiones.

El que Bareento / Bareentuma incluyen:
El Oromo Walloo , que son el grupo más septentrional, y viven principalmente en la zona de Oromia de la región de Amhara , tan al norte como el Lago Ashenge , y también se encuentran en el sur de Raya Azebo woreda en la región de Tigray . Warra Baboo
Warra Illu
Warra Himanoo
Warra Qallu
Warra Qoboo
Warra Rayyaa
Warra Wayyuu
Warra Yejju

El Oromo Marawa , que viven en la parte occidental de la zona Harargee. Ittu Oromo Galaan Ittu Warra Alga
Warra Babbu
Warra Gaduulaa
Warra Gaammoo

Kurraa Ittu Warra Addayyoo
Warra Arojji
Warra Bayye
Warra Wacallee
Warra Wayye
Warra Qallu

El Qallo Afran que se refiere a los 4 fallecidos de Qallo, que son: [29] Ala Oromo , al oeste de vida de la ciudad de Harar y el río de cambio real efectivo Warra Abbadho
Warra Abbayi
Warra Arroojji
Warra Dirammuu
Warra cambio real efectivo
Warra Galaan
Warra Meettaa
Warra Nunnu
Warra Sirbaa
Warra Tulamma

Oborra Oromo , vivo entre Ituu y Oromo Ala
Babille Oromo , que viven al este del río de cambio real efectivo en la región de Oromia Hawiyaa Gurgaate
Gungudhaabe
Jambeele
Haaskul
Karaanle

Dagaa Oromo , que viven en y en el este de Dire Dawa, al norte de Harar, y en cuanto a la esquina noreste de la región de Oromia Huumee Oromo, que viven entre los ríos Faafam Laaftoo y el capital es Fuunyaan biiraa Gursum Warra Hiyyoo
Warra Bursuug

Jaarsoo Oromo Warra Walaabuu
Warra Sayyo
Warra Ogaa
Warra Ugadhiiho
Warra Dowaarro
Warra Dhaanqa
Akichu Oromo, también reciben el nombre Akisho, que han sido asimilados en la vecina Somalia Warra Miyyoo
Wara Bitto
Warra Daayyo
Warra Luujo
Warra Ittu
Warra Kiyyo
Warra Heebaana
Warra Kurto
Warra Obo
Warra Igoo
Warra Asaabo
Warra Ejjoo

Noolee Oromo Warra Haalele
Warra Gatoo
Warra Fatoo Manaa Usmaan
Manaa Omaar
Manaa Mahammad

El Ambo (Ambato) Arsi Oromo , que principalmente viven en la zona de Arsi de la región de Oromia (que lleva el nombre de ellos), así como la zona de Bale Mandoo Arsi Warra Buulalaa
Warra Wacalee
Warra Waajii
Warra Ilaan
Warra Hawaxa
Warra UTAA
Warra Jawwii

Sikko Arsi Warra Waayyuu
Warra Harawaa
Warra Biltuu
Warra Kajawaa
Warra Rayyaa

El Oromo Humbannaa , que viven al sur de la Ittu y al oeste del río de cambio real efectivo ; Aniyaa Oromo Warra Aanaa
Warra Baboo
Warra Biduu
Warra Dambu
Warra Kolee
Warra Maccaa
Warra Malkaa

Dhumuga Oromo Warra Heela
Warra Akkiyaa
Warra Kajaammo
Warra Heebaana
Warra Asallaa

Hay subdivisiones adicionales:
El Qallu , que viven entre el río Awash y Dire Dawa
Las personas que Gabra , que viven en el norte de Kenia, a lo largo de la región fronteriza Moyale
El Garré , que viven en las fronteras triangulares de Etiopía , Kenia y Somalia .

## Sociedad y cultura

### Nomenclatura
El Oromo era antes llamado Gala por los etíopes no Oromo, uno puede encontrar este nombre en los textos más antiguos, pero se considera un término peyorativo. Históricamente, algunas personas en la comunidad del norte de Amhara utilizan la etiqueta de "Gala" para referirse despectivamente a los oromos, así como la etiqueta de "Shewan" para referirse a los amharas del sur, que se mezclaron con la mayoría de Oromo. [30]
Sin embargo, Charles Tutschek que investigó a los Oromo en el siglo XIX, señala que "sus informantes, de acuerdo a sus cartas publicadas, utilizan Gala como un término de auto-referencia". [31]
Durante los 5 años de gobierno italiano más de todo el Cuerno de África (una colonia de Eritrea fue establecida por Roma en 1870 y Etiopía ocupada en 1936), los geógrafos italianos con precisión un mapa de la población de su colonia y, finalmente, se refirió a los oromos preferiblemente como Gallas en todos los mapas oficiales, así como en un libro-guía todavía está disponible hoy en día llamado "Guida toda el África Oriental Italiana" ("Una guía-libro al italiano de África Oriental"). Los libros de los Oromo declaró plazo era simplemente una alternativa a la Gala.
A menudo en el pasado, algunas comunidades Oromo utiliza Galla llamarse a sí mismos, como fue ejemplificado por los líderes occidentales Oromo que establecieron la "Gala Occidental Confederación" en la década de 1930. [32] El nombre ha caído en desgracia y ahora se considera peyorativo , posiblemente debido a una etimología popular de "Gala" (que proviene de Qal-la o "قال لا", pronunciado similar a la Gal, árabe para ", dijo no") que implica que se negó Muhammad oferta 's a convertirse al islam. En el idioma somalí , el Gaal palabra significa "no musulmana" o "extraño", una posible referencia a los Oromo y su religión pagana. [33]

### Gadaa
La sociedad oromo se ha estructurado tradicionalmente de conformidad con el gadaa o gada, una estratificación social del sistema basado parcialmente en un ciclo de ocho años de edad conjuntos. Sin embargo, a lo largo de los siglos, los grupos de edad creció fuera de la alineación con las edades reales de sus miembros, y en algún momento del siglo XIX, otro sistema de juego de la edad fue instituido. Bajo gadaa, cada ocho años, los oromo celebran una asamblea popular llamado Gayo Gumi, donde sde establecerán las leyes durante los siguientes ocho años. Un líder elegido democráticamente, el Gada Abba, presidirá el sistema por un período de ocho años. El gada no es ya una práctica tan común, pero sigue siendo influyente. 
En un breve artículo, Geoffrey W. Arnott describe elrito oromo de paso a la edad adulta en el que los hombres jóvenes corren sobre las espaldas de toros rodeados de la comunidad del pueblo.
El sistema Gadaa ingresó a la lista representativa del Patrimonio Cultural Inmaterial de la Humanidad que aprueba la Organización de la Naciones Unidas para la Educación, Ciencia y la Cultura (Unesco), en Adís Abeba, el 30 de diciembre del año 2016.

### Religión
Waaq (también Waq o Waaqa) es el nombre de Dios en la religión tradicional de Oromo. 
Según el censo de Etiopía del 2007 en el 88% de la región de Oromo , el 47,5% eran musulmanes, el 30,5% cristianos ortodoxos, protestantes 17,7%, 3,3% cristianos tradicionales. [35] el cristianismo protestante es la religión que esta creciendocon con rapidez dentro de la comunidad de Oromo. En las zonas urbanas de Oromia, el cristianismo ortodoxo constituyen el 51,2% de la población, seguido por el islam 29,9% y protestantes 17,5%. [36] Sin embargo, la adherencia a las prácticas y rituales tradicionales es todavía común en muchas personas de etnia de Oromo independientemente de su origen religioso. [37]

### Calendario
Se cree que los Oromo desarrollado su propio calendario de alrededor de 300 antes de Cristo. El calendario de Oromo es un sistema de calendario lunar-estelar, basándose en las observaciones astronómicas de la luna en conjunción con siete estrellas o constelaciones particulares. Meses Borana (Estrellas / fases lunares) son Bittottessa (iangulum), Camsa (Pléyades), Bufa (Aldebarran), Waxabajjii (Belletrix), Obora Gudda (Central de Orión-Saiph), Obora Dikka (Sirio), Birra (luna llena), Cikawa (gibosa Luna), Sadasaa (cuarto de luna), ABRASA (media luna grande), Ammaji (medio de la Media Luna Roja), y Gurrandala (media luna). [38]

## Organización política de los oromo

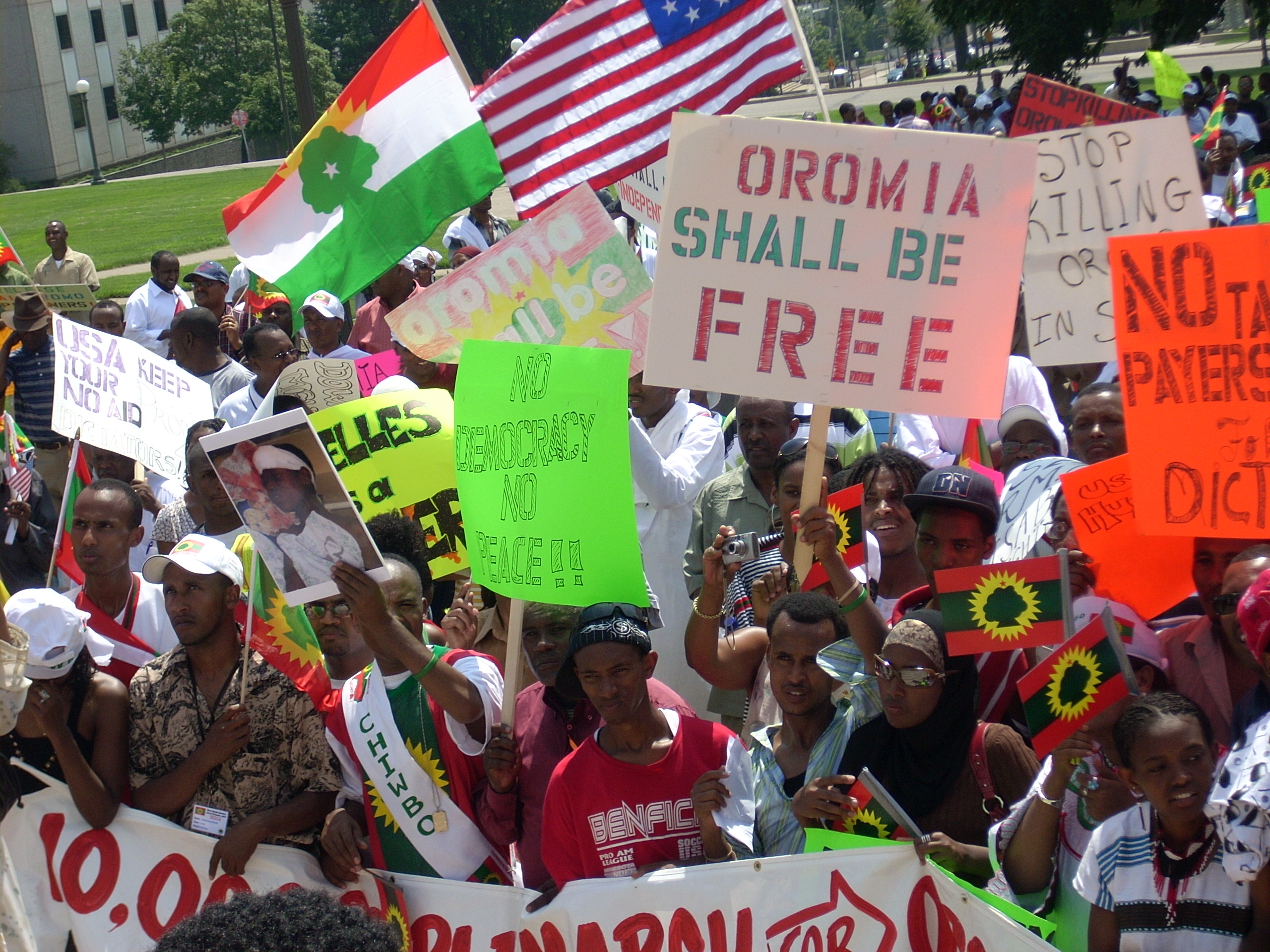
Manifestación para la independencia de Oromia en EE. UU.

La mayoría de los oromos no tienen la unidad política en la actualidad debido a sus papeles históricos en el estado etíope y de la región, la propagación a cabo el movimiento de los diferentes clanes Oromo, y las diferentes religiones en el interior del país Oromo. [39] En consecuencia, oromos jugado un papel importante en todos los tres principales movimientos políticos en Etiopía (centralista, federalista y separatista) en el siglo XIX y XX. Además de contar con poderes más elevados durante el gobierno centralista y la monarquía, la oromos Raya en Tigray desempeñado un papel importante en la revuelta en el interior del Tigray regional, estatal conocido como "Weyane" revuelta, desafiando el Emperador Haile Selassie I rule 's en la década de 1940 . [40] Al mismo tiempo, tanto federalistas y separatistas las fuerzas políticas desarrolladas dentro de la comunidad de Oromo. 
En la actualidad, un número de organizaciones políticas étnicas basadas se han formado para promover los intereses de los Oromo. El primero fue el Mecha y Tulama organización de autoayuda , fundada en enero de 1963, pero fue disuelto por el gobierno después de varios enfrentamientos cada vez más tensas en noviembre de 1966. [41] Más tarde, los grupos incluyen el Frente de Liberación Oromo (OLF), Democrático Federalista de Oromo Movimiento (OFDM), la Fuerza Unida para la Liberación de Oromia (ULFO), el Frente Islámico para la Liberación de Oromia (IFLO), la Liberación de Oromia Consejo (OLC), el Congreso Nacional Oromo (ONC, recientemente ha cambiado a la OPC ) y otros. Otro grupo, las Organización del Pueblo Oromo Democrática Popular (OPDO), es uno de los cuatro partidos que forman los gobernantes Frente Revolucionario del Pueblo Etíope Democrático (EPRDF) de la coalición. Sin embargo, estos grupos Oromo no actúan en la unidad: la ONC, por ejemplo, era parte del Reino de Etiopía Fuerzas Democráticas coalición que desafió al EPRDF en las elecciones generales de Etiopía de 2005.
Varios de estos grupos buscan crear una nación independiente de Oromo, una fuerza armada usando. Mientras tanto, el OPDO gobernante y varios partidos políticos de la oposición en el parlamento etíope Creemos en la unidad del país, que cuenta con 80 grupos étnicos diferentes. Sin embargo, la mayoría de los partidos de oposición Oromo en Etiopía condenan las desigualdades económicas y políticas en el país. El progreso ha sido muy lento con el Banco Internacional de Oromia recientemente creado en 2008, aunque Oromo de propiedad del Banco Internacional de Awash, comenzó a principios de la década de 1990 y con el primer periódico privado afaan Oromoo en Etiopía, Times Jimma, también conocidos como Yeroo, establecidas recientemente. A pesar de los tiempos de Jimma - El periódico Yeroo se ha enfrentado a una gran cantidad de hostigamiento y persecución por parte del Gobierno etíope desde sus inicios. [42] [43] [44] [45] [46] El abuso de los medios de comunicación está muy extendido Oromo en Etiopía y un reflejo de la oromos generales frente a la opresión en el país. [47] Los departamentos universitarios en Etiopía no estableció en el plan de estudios de afaan Oromo hasta finales de 1990. 
Diversas organizaciones de derechos humanos han dado a conocer la persecución del gobierno de los oromos en Etiopía desde hace décadas. En 2008, el partido de la oposición condenó OFDM papel indirecto del gobierno en la muerte de cientos de oromos en el oeste de Etiopía. [48]